# Saccogyna viticulosa
Saccogyna viticulosa är en bladmossart som först beskrevs av Carl von Linné, och fick sitt nu gällande namn av Barthélemy Charles Joseph Dumortier. Saccogyna viticulosa ingår i släktet Saccogyna och familjen Geocalycaceae. Arten har ej påträffats i Sverige. Inga underarter finns listade i Catalogue of Life.